# کونراد بیکر
کونراد بیکر (Conrad Baker) (12 فوریه ۱۸۱۷–۲۸ آوریل ۱۸۸۵)، دادستان، افسر نظامی و سیاستمداری بود که به عنوان نماینده ایالتی، ستوان-فرماندار ۱۵م و فرماندار پانزدهم ایالت ایندیانای ایالات متحده از ۱۸۶۷ تا ۱۸۷۳ میلادی خدمت نمود. بیکر در ارتش اتحادیه طی جنگ داخلی آمریکا خدمت کرده است که موجب ارتقاء به درجه سرهنگی شد، اما پس از انتخابش به عنوان ستوان-فرماندار استعفا داد. در این زمان بود که نقش مهمی را در سرپرستی تشکیل و آموزش سربازان اجباری ایالت‌ها ایفا نمود. او پنج ماه را طی بیماری فرماندار الویر مورتون پس از استعفای مورتون از دفترش خدمت نمود. طی دوره کامل بیکر به عنوان فرماندار، تمرکز اصلیش را بر روی ایجاد و ارتقاء مؤسساتی جهت کمک به کهنه سربازانی که از جنگ آسیب دیده بودند و خانوادگانشان قرار داد. همچنین او از ملحقات مشروطه فدرال پسا-جنگی حمایت کرده و قادر بود تا با موفقیت از پذیرششان حمایت نماید.

## اوان زندگی

### خانواده و پس‌زمینه
کونراد بیکر در شهرستان فرانکلین پنسیلوانیا در ۱۲ فوریه ۱۸۱۷ میلادی بدنیا آمد. او پسر کونراد بیکر، کاهن پرسبیترینیسم و ماری وینترنهایمر بیکر بود. او تا سن پانزده سالگی در مزرعه خانوادگی کار کرد و در مدرسه عوام نیز شرکت نمود. سپس در کالج پنسیلوانیا در گیتزبرگ شرکت کرد، جاییکه در آنجا به مطالعه حقوق پرداخت ولی قبل از فارغ‌التحصیلی از آن خارج شد. سپس در دفتر تادئوس استیونس مطالعه حقوق را ادامه داد. سپس با ماتیلدا اسکون سومرز ملاقات کرده و این زوج در ۱۸۳۸ میلادی ازدواج کردند. آن‌ها دو فرزند داشتند. بیکر در ۱۸۳۹ میلادی در کانون وکلا پذیرفته شد و دفتر خودش را در گیتسبرگ باز نمود.

### اوان حرفه سیاسی
بیکرز فعالیت‌های خود را در ۱۸۴۱ تعطیل نموده و خانواده اش را به سمت غرب، به سیاتل در اوانزویلِ ایندیانا منتقل نمود. او دفتر جدیدی را در آنجا باز کرد و به امور مدنی شهر علاقه‌مند گردید. در ۱۸۴۵ میلادی به عنوان کاندیدای ویگ برای شهرستان واندربرگ در خانه نمایندگان ایندیانا وارد عمل شد. او قبل از بازگشت به فعالیت‌هایش در یک دوره یکساله خدمت کرد. قبل از استعفا در ۱۸۵۴ میلادی برای خدمت در یک دادگاه شهرستانی در ۱۸۵۲ میلادی انتخاب شد. برادرش ویلیام بیکر نیز در سیاست‌های محلی فعال گشت و چهار دوره را به عنوان سرگرد اونسویل طی همان دوره زمانی خدمت نمود.
بیکر ضد-برده‌دار رکی بود و پس از جدا شدن حزب ویگ به حزب جمهوری‌خواه تازه شکل‌گرفته در ۱۸۵۴ میلادی پیوست. در کنوانسیون ۱۸۵۶ میلادی برای سمت ستوان-فرمانداری در رقابت با الیور مورتون فرماندار نامزد شد. آن انتخابات یکی از تفرقه‌انگیزترین انتخابات در تاریخ ایالت بود، به طوری که هردو سمت حملات زیانباری را بر دیگری صورت دادند. با وجود ادغام حزب با چندین حزب ثالث، جمهوری‌خواهان انتخابات را باختند و بیکر به فعالیت‌های حقوقی خود در اوانزویل بازگشت.

### جنگ داخلی آمریکا
همسر بیکر، ماتیلدا در ۱۸۵۵ میلادی فوت کرد و بیکر در ۱۸۵۸ میلادی با شارلوت فرنسیس چوت ازدواج نمود. این زوج دو دختر و یک پسر داشتند. هنگامی که جنگ داخلی آمریکا شروع شد او در اوانزویل بود و بخشی از جمعیت بزرگتری بود که برای بحث در رابطه با این رویداد گرد هم آمده بودند. او تریبون را دست گرفت و سخنرانی ایراد کرد که جمعیت را دعوت به هم قسم شدن جهت اتحاد کرد، اتحادی که توسط برادرش یعنی شهردار مدیریت می‌شد. سپس او از مردان توانمند خواست تا او را در جنگ دنبال کنند. بیکر و برادرش فعالانه شروع به جذب نیرو برای یک هنگ کامل از مردان برای خدمت در جنگ نمودند و در هنگ اول سواره نظام ایندیانا به سرهنگی ارتقاء یافت.
بیکر هنگش را در دفاع و وظایف پادگانی در کل جبهه غربی رهبری کرد و با فرماندار الیور مورتون منظماً در ارتباط بود. الیور مورتون کسی بود که چندماه بعد فرماندار شد. بیکر بیش از همه درگیر هماهنگی اقلام پشتیبانی گشت و مبدل به سازماندهندهٔ با ارزشی شد. مورتون به زودی او را برای خدمت به عنوان رئیس مارشال ایالتی ارتقاء داده و به او دستور داد تا به ایندیاناپلیس بازگشته تا عملیات را در آنجا سرپرستی کند. در آنجا بود که این موارد را سرپرستی کرد: تشکیل ده‌ها هنگ ایالتی، ده‌ها هزار مرد، حمل چندین تن از اقلام پشتیبانی، توزیع سلاح و مدیریت توپخانه ایالتی.

## فرماندار

### کنشگر
بیکر در ۱۸۶۴ ارتش را ترک کرد تا مجدداً به عنوان ستوان-فرماندار در رقابت با الیور مورتون وارد عمل شود. او با ۲۰ هزار رأی اکثریت انتخاب شد. مورتون دوره‌ای از ضعف سلامتی را در ۱۸۶۵ میلادی، پس از رنج بردن از یک سکته فلج‌کننده تجربه نمود. او وظایفش را مختصراً ادامه داد، اما تصمیم گرفت تا برای مداوای فلج شدگی تلاش کند. او ایالت را ترک کرد و به عنوان فرماندار کنشگر برای مدت پنج ماه تا بازیابی سلامتیش خدمت نمود. هنگامی که مورتون در ۱۸۶۶ میلادی برای سنا انتخاب شد، بیکر از او به عنوان فرماندار پیشی گرفت. در حالی که مورتون دوره‌اش را تکمیل می‌نمود، شروع به حمایت از اصلاحات مدارس نمود. هدف اولیه او ارتقاء سطح کیفی معلمان بود و در این راستا مشوق‌هایی را جهت تشویق معلمان در نظر گرفت تا شغلشان را به صورت دائمی در نظر بگیرند. در آن زمان، اکثر معلمان شغلشان را تا پیدا کردن شغلی بهتر در جایی دیگر، موقتی در نظر می‌گرفتند. مجمع کل این برنامه را پذیرفت و قانون آن را جهت اعمال گذراند.